# كويجورنا
كويجورنا (بالإنجليزية: Quijorna)‏ هي بلدية ومدينة في منطقة الحكم الذاتي وتقع في منطقة مدريد في وسط إسبانيا. تبلغ مساحة هذه المدينة (كم²)، ويبلغ عدد سكانها نسمة حسب إحصاء سنة 2008 م.